# Yann Marti
 Yann Marti  (nacido el 7 de junio de 1988) es un tenista profesional suizo, nacido en Sierre, Suiza.

## Carrera
Es un jugador diestro, que juega con un revés a dos manos. Comenzó a jugar tenis a los cuatro años de edad. Es entrenado por su padre Jean-Marie Martí, un exjugador de hockey sobre hielo profesional. Su superficie preferida es la arcilla, siendo el Torneo de Roland Garros su torneo favorito. Sus ídolos de niño fueron Stanislas Wawrinka y Fernando Verdasco.
Su mejor ranking individual es el Nº 200 alcanzado el 18 de agosto de 2014, mientras que en dobles logró la posición 948 el 15 de octubre de 2007.
No ha logrado hasta el momento títulos de la categoría ATP ni de la ATP Challenger Tour, aunque sí ha obtenido varios títulos Futures tanto en individuales como en dobles.